# Hippuris vulgaris
La coda di cavallo acquatica (Hippuris vulgaris L.) è una pianta acquatica della famiglia delle Plantaginaceae, comune nell'Eurasia e nel Nord America.

## Descrizione

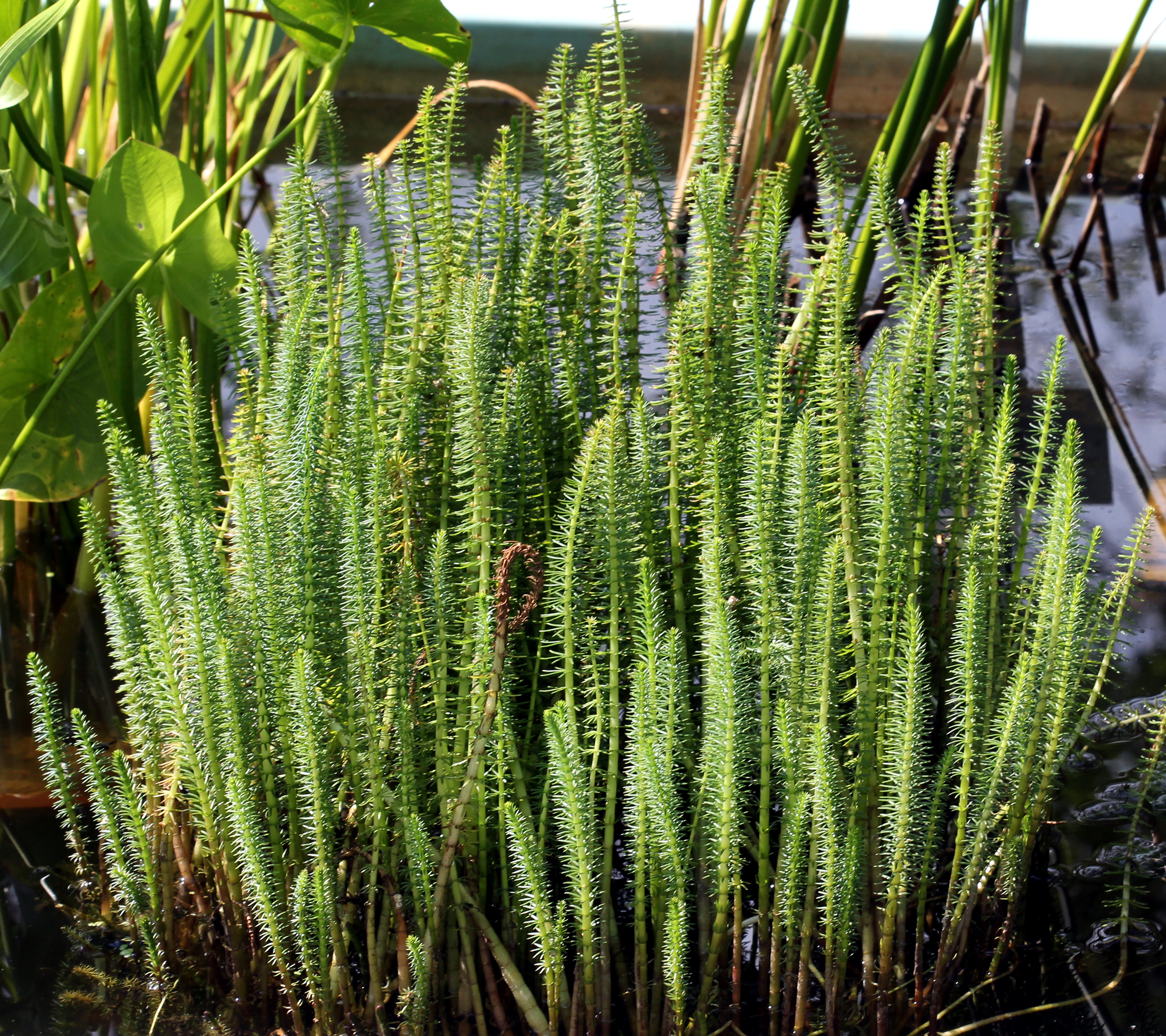
Hippuris vulgaris

È una pianta perenne che si trova in acque fangose poco profonde, radicante sul fondale e con la maggior parte delle foglie al di sopra della superficie. Possiede rizomi, le foglie sono verticillate di forma diversa a seconda che siano emerse o sommerse. I fusti sono solidi e non ramificati e possono raggiungere i 60 cm di altezza.
La pianta è dioica, i fiori sono minuscoli di color rosso brunastro con un solo verticillo di tepali (perigonio). Il frutto è un achenio ellittico di 2–3 mm .

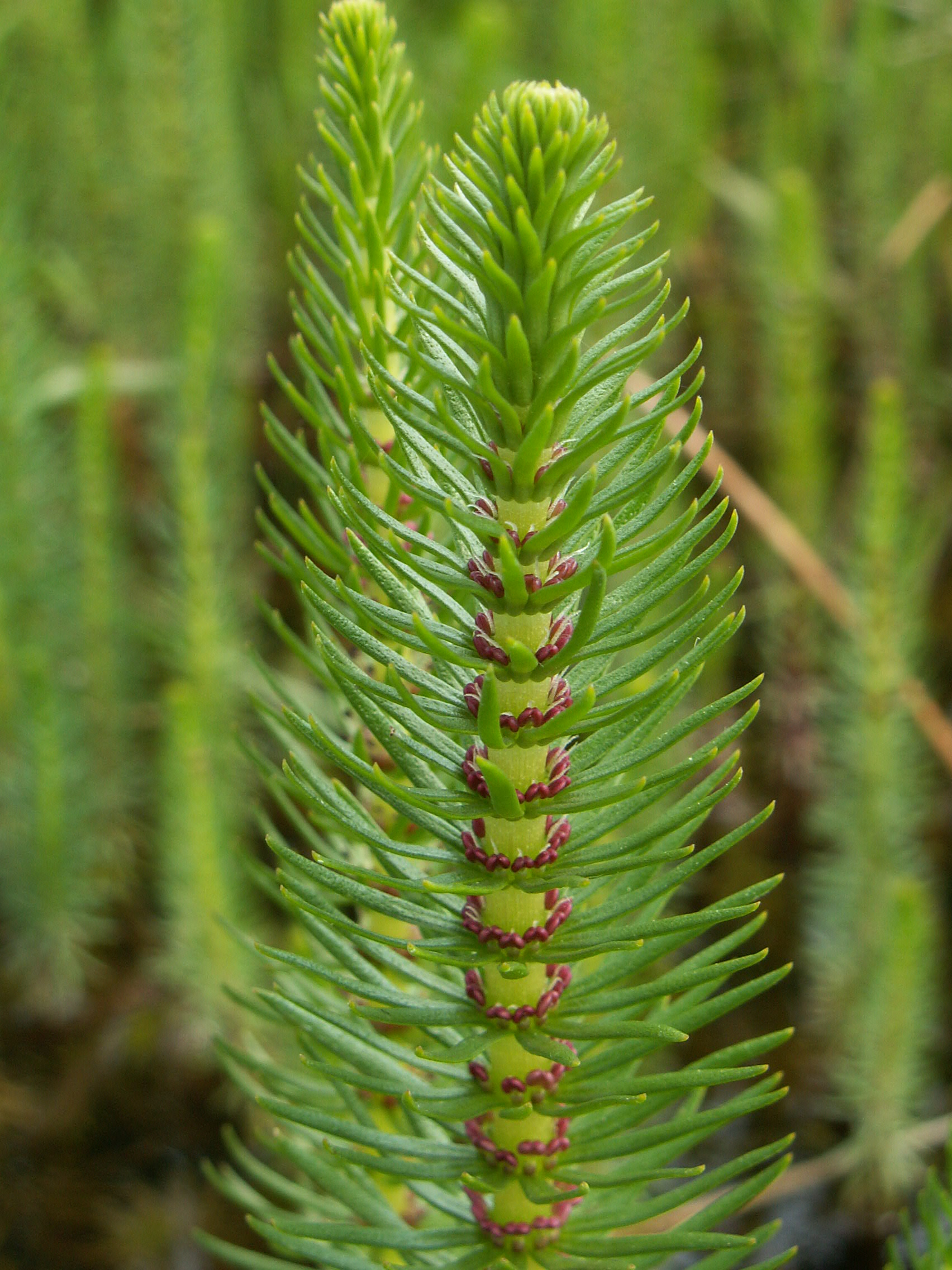

## Distribuzione e habitat
La specie è presente in gran parte dell'Europa, nelle zone temperate dell'Asia, a est fino all'Estremo Oriente russo, al Nord Africa, al Nord America settentrionale e occidentale e all'estremità meridionale del Sud America.